# Brösarps församling
Brösarps församling var en församling i Lunds stift och i Tomelilla kommun. Församlingen uppgick 2002 i Brösarp-Tranås församling.

## Administrativ historik
Församlingen har medeltida ursprung.  
Församlingen utgjorde till 1500-talet ett eget pastorat för att därefter till 1962 vara annexförsamling i pastoratet Ravlunda och Brösarp. Från 1962 till 1992 var den annexförsamling i pastoratet Ravlunda, Brösarp, Andrarum, Eljaröd och Fågeltofta. Från 1992 till 2002 var den moderförsamling i pastoratet Brösarp, Tranås, Onslunda, Spjutstorp, Andrarum, Eljaröd och Fågeltofta. Församlingen uppgick 2002 i Brösarp-Tranås församling.

## Kyrkor
- Brösarps kyrka